# Zygaena cynarae
Zygaena cynarae is een vlinder uit de familie bloeddrupjes (Zygaenidae). De wetenschappelijke naam is voor het eerst geldig gepubliceerd in 1789 door Esper.
De soort komt voor in Europa.